# Windland Smith Rice
Sandra Windland „Wendy“ Smith Rice (* 1970; † 31. Mai 2005 in Memphis, Tennessee) war eine US-amerikanische Fotografin und Schauspielerin.

## Leben und Karriere
Windland „Wendy“ Smith Rice wurde als ältestes Kind von Frederick W. Smith, dem Gründer von FedEx, und Linda Grisham Smith McFarland geboren. Sie hatte noch fünf Schwestern und drei Brüder. Ihr Vater benannte 1973 sein erstes FedEx-Flugzeug „Wendy“ nach ihr.
Windland Smith besuchte die St. Mary’s Episcopal School Memphis im US-Bundesstaat Tennessee, die mittlerweile einen Schulgebäudekomplex nach ihr benannt hat. 1992 schloss sie an der Duke University ihr Dramastudium ab.
Ihr fotografisches Talent für Tier- und Naturaufnahmen wurde von Organisationen wie Fujifilm, der National Geographic Society und herausragenden Magazinen für Natur- und Tieraufnahmen gewürdigt. Ihre Arbeiten gewannen verschiedene Auszeichnungen und wurden im zum Smithsonian Museum gehörenden National Museum of Natural History in Washington, D.C. ausgestellt. Die jährlich verliehenen Nature's Best Photography Windland Smith Rice International Awards wurden nach ihr benannt.
In den 1990er Jahren wirkte sie unter dem Alternativnamen Windlind Smith als Schauspielerin in kleinen Nebenrollen in einigen Filmen und Serien wie New York Cops – NYPD Blue, Highway Heat und Love Is All There Is mit.
Windland Smith Rice starb 2005 überraschend am QT-Syndrom, einer genetisch bedingten Erkrankung des Herzens. Die begeisterte Triathletin und Marathonläuferin war mit Jeffrey Scott Rice verheiratet und Mutter zweier 2003 und 2004 geborener Söhne. Die Familie lebte in Jackson Hole, einem Tal im US-Bundesstaat Wyoming.

## Trivia
Wenige Wochen nach Windland Smith Rices Tod las ihre Schwester Molly Smith den Erfolgsroman P.S. Ich liebe Dich der irischen Schriftstellerin Cecelia Ahern. Sie las den Roman mehrere Male und beschloss eine Verfilmung zu produzieren. Ihr Vater trug einen Teil zur Finanzierung bei. Der 2007 erschienene Film P.S. Ich liebe Dich mit Hilary Swank, Gerard Butler und Kathy Bates in den Hauptrollen wurde Windland Smith Rice gewidmet.